# Bransfield (otok)
Bransfield je otok u skupini otoka Joinville. Dugačak je 9 km, a nalazi se 6 km jugozapadno od otoka D'Urville na sjeveroistočnom kraju Antarktičkog poluotoka. Naziv "Point Bransfield", po Edwardu Bransfieldu, zapovjedniku Kraljevske mornarice, dala je 1842. britanska ekspedicija pod vodstvom Jamesa Clarka Rossa niskom zapadnom kraju onoga što se danas naziva Skupina otoka Joinville. Istraživanje Istraživanje Zavisnosti Falklandskih otoka iz 1947. pokazalo je da je ovaj zapadni kraj zaseban otok.
Ovo je jedan od nekoliko antarktičkih otoka oko poluotoka poznatog kao Grahamova zemlja, koji je bliži Južnoj Americi nego bilo koji drugi dio tog kontinenta. Prolaz Burden odvaja otok Bransfield od otoka D'Urville.